# Huize Herrie
Huize Herrie (Engelse titel: The Loud House) is een Amerikaanse tv-animatieserie gemaakt door animator en striptekenaar Chris Savino voor Nickelodeon. De serie draait rond het chaotische dagelijkse leven van een jongen, Lincoln Herrie (Loud), die het middelste kind en enige zoon in een gezin van elf kinderen is. Het speelt zich af in de fictieve stad Royal Woods in de Amerikaanse staat Michigan en is gebaseerd op de kindertijd van Savino, die opgroeide in een groot gezin.
Het programma werd in 2013 in de Nickelodeon Animated Shorts Program gepresenteerd als een korte film. In 2014 werd het eerste seizoen besteld. Huize Herrie zag zijn officiële première in de Verenigde Staten op 2 mei 2016. Het programma is inmiddels bezig aan het zesde seizoen. Tevens werd op 20 augustus 2021 een speelfilm gebaseerd op de serie uitgebracht op Netflix. De serie wordt in Nederland in nagesynchroniseerde versie uitgezonden. De meeste afleveringen tellen twee segmenten van elk elf minuten, maar er zijn ook afleveringen van 22 minuten.
Huize Herrie heeft sinds zijn debuut hoge ratings gekregen en werd de best beoordeelde kinderanimatieserie op Amerikaanse televisie in de eerste maand van uitzending.

## Opzet
In het fictieve stadje Royal Woods, Michigan, VS, woont het gezin Herrie (Loud in Engels), een gezin van elf kinderen. Het bestaat uit Lincoln, de enige jongen en middelste kind, en zijn tien zussen met verschillende persoonlijkheden: het bazige oudste kind Lori (17), de dwaze fashionista Leni (16), de muzikant Luna (15), de komiek Luan (14), de atletische Lynn (13), de sombere goth Lucy (8), de polaire tegenovergestelde tweeling Lana en Lola (6), de wetenschapper Lisa (4) en de baby Lily (1). Lincoln breekt soms de vierde wand om aan de kijkers de chaotische omstandigheden in het huishouden en de hectische relaties tussen hem en zijn zussen uit te leggen, en bedenkt voortdurend plannen om het leven in zijn huis beter te maken.
In het eerste seizoen van de serie was Lincoln nog de primaire hoofdpersoon, die in vrijwel alle afleveringen centraal staat, en werden de overige personages alleen gezien middels hun interactie met Lincoln. Vanaf seizoen 2 is de focus meer verschoven naar de familie in zijn geheel. Zo kregen de ouders een grotere rol, en werd Lincolns rol duidelijk kleiner om zo de andere personages meer op de voorgrond te laten treden. Met name vanaf seizoen 3 zijn er steeds vaker afleveringen waarin Lincoln maar hooguit een cameo heeft of zelfs geheel afwezig. 
In seizoen 4 kreeg de serie een spin-off genaamd The Cassagrandes, waarin bijpersonages Bobbie en Ronnie Anne Santiago centraal staan.
Seizoen 5 introduceerde wederom een verandering; alle personages werden geleidelijk een jaar ouder, Lori verliet het huis om te gaan studeren, terwijl Lincoln en zijn vrienden van de basisschool naar de middelbare school overgingen  en Lily voor het eerst naar de kinderopvang ging.

## Nederlandse stemmencast & Personages

### Hoofdpersonen
- Lincoln Herrie (stem door Sean Ryan Fox in de pilot, Grant Palmer) – Het 11-jarige (seizoen 1 - 5)/12-jarig (vanaf seizoen 6) middelste kind en enige zoon van het gezin Herrie. Lincoln heeft wit haar en een afgestoken voortand. Lincoln heeft een passie voor stripboeken (die hij het liefst in zijn ondergoed leest) en videospellen. Hij is vooral groot fan van de stripheld Ace Savvy. Lincoln breekt regelmatig de vierde wand door te praten met het publiek over de chaotische omstandigheden en relaties in zijn huishouden. Hij staat bekend als de man met een plan. In seizoen 2 wordt onthuld dat door een samenloop van omstandigheden de first lady van de Verenigde Staten hielp bij zijn geboorte, wat ertoe leidde dat zijn ouders zijn geboorte vertrouwelijk hielden.
- Clyde McBride (stem door Caleel Harris)[1] – Een 11-jarige Afro-Amerikaanse jongen die Lincolns beste vriend is. Clyde is de adoptiezoon van een homopaar, draagt een bril en is in vele opzichten een nerd. Hij is enig kind en brengt bijna al zijn tijd met Lincoln door. Clyde heeft een walkie-talkie, waarmee hij contact houdt met Lincoln. Clyde deelt veel interesses met Lincoln, zoals videospellen en sciencefictionfilms. Hij herbergt een onbeantwoorde verliefdheid op Lori, maar krijgt al een bloedneus of valt flauw als hij haar alleen maar ziet. Wanneer Lincoln verkleed gaat als Ace Savvy, kleedt Clyde zich aan als zijn sidekick One-Eyed Jack. In de laatste aflevering van seizoen 2 wordt onthuld dat hij is allergisch voor sap.
- Lori Herrie (stem door Catherine Taber)[2] – Het 17-jarige oudste kind van het gezin Herrie en het enige Herrie-kind met een rijbewijs. Lori is afgebeeld als een bazige, opvliegende, sarcastische en cynische tiener die neerbuigend is ten opzichte van haar jongere broer en zussen. Desondanks geeft ze veel om haar familie. Lori wordt meestal gezien met haar smartphone, en heeft een relatie met Bobby.
- Leni Herrie (stem door Liliana Mumy)[3] – Met 16 jaar het op een na oudste kind van het gezin Herrie. Leni is een mooi en opgewekt doch vrij leeghoofdig dom blondje dat altijd een zonnebril boven op haar hoofd draagt. Ze heeft een talent voor mode-ontwerpen, houtsnijwerk en sloten openen. Leni heeft angst voor spinnen, waarnaar in meerdere afleveringen wordt verwezen. Als Lori's kamergenoot heeft Leni de neiging om geregeld Lori's kleren te lenen zonder te vragen. Dit leidt tot meerdere vechtpartijen.
- Luna Herrie (stem door Nika Futterman)[4] – Met 15 jaar het derde oudste kind van het gezin Herrie. In de Engelstalige versie heeft ze de neiging met een vals Brits accent te spreken. Luna is een wilde en vrolijke muzikant die verschillende instrumenten kan bespelen. Haar favoriete instrument is een elektrische gitaar. Haar idool is de rockzanger Mick Swagger. In seizoen 2 wordt onthuld dat ze biseksueel is, toen haar liefde Sam was onthuld als een meisje.
- Luan Herrie (stem door Cristina Pucelli)[1] – Met 14 jaar het vierde oudste kind van het gezin Herrie. Luan is de komiek van het gezin en de kamergenoot van Luna. Ze drijft haar familie vaak tot waanzin met haar slechte woordspelingen en practical jokes gevolgd door gelach, tot grote minachting voor haar broer en zussen. Ze heeft een beugel en draagt spuitbloemen op haar shirt en schoenen, is eigenaar van een buikspreekpop genaamd "Mr. Coconuts" en treedt onder andere op op kinderfeestjes. Ze is berucht om haar 1 aprilgrappen, waarbij ze vaak volledig doordraait. Naast komedie toont ze zich een expert in pantomime.
- Lynn Herrie (stem door Jessica DiCicco)[1] – Met 13 jaar de jongste van de tieners. Lynn is een tomboy en de atleet van de familie. Ze beoefent vele sporten, zoals honkbal, basketbal, voetbal, hockey en de verschillende vormen van vechtsport. Ze maakt het liefst van alles een wedstrijd en is tevens een slechte verliezer. Ze heeft ook veel dingen die haar geluk brengen zoals heel veel shirtjes en ballen. Haar volleybal is bijvoorbeeld de eerste bal die ze over het huis heeft geschoten. Lynn is vernoemd naar haar vader.
- Lucy Herrie (stem door Jessica DiCicco)[1] – Met 8 jaar de oudste van de vijf jongere zussen en Lynns kamergenoot. Lucy is een gothic meisje met belangen in poëzie, seances, vleermuizen en gothic fictie. Ze heeft een bleke huid en lang zwart haar dat haar ogen verbergt. Lucy heeft ook een griezelig vermogen om plots op plaatsen te verschijnen, waarmee ze haar familie niet zelden de stuipen op het lijf jaagt. Ze leest soms "Princess Pony"-boeken, want zoals ze zelf zegt heeft ze af en toe een pauze nodig van haar gotische levensstijl. Haar grote liefde is een borstbeeld van een vampier genaamd Edwin.
- Lana en Lola Herrie (stemmen door Grey Griffin)[1] – Beiden 6 jaar, maar Lana is net 2 minuten ouder. Lola en Lana zijn een identieke tweeling, delen dezelfde kamer en missen allebei hun voortanden, maar qua persoonlijkheid zijn ze elkaars tegenpolen. Lana is een vrolijke tomboy die houdt van haar handen vuil maken, tot grote ergernis van Lola. Ze is ook een bekwame klusjesman zoals in sommige gevallen getoond waar ze wat loodgieterswerk doet. Lana zorgt voor veel dieren die ze in haar kamer bewaart, waar de meesten kikkers en reptielen zijn. Lana is ook bang voor hoogten en allergisch voor rabarber. Lola daarentegen is een meisjesmeisje dat zich kleedt in een prinsessenjurk die haar benen verbergt en vaak deelneemt aan jeugd-schoonheidswedstrijden. Ze is tevens een klikspaan, kan om het minste al kwaad worden en is bedreven in het manipuleren van haar familie om te krijgen wat ze wil.
- Lisa Herrie (stem door Lara Jill Miller)[5] – Met 4 jaar het een na jongste kind van het gezin. Lisa is een wonderkind dat ondanks haar jonge leeftijd al een PhD heeft en een jeugd-Nobelprijs heeft gewonnen. Desondanks zit ze nog steeds op de kleuterschool. Ze geniet van het oplossen van complexe vergelijkingen en wiskundige problemen en het uitvoeren van uitgebreide experimenten, waarbij ze haar familie en Clyde vaak als proefpersonen gebruikt. Ze draagt een ronde bril, spreekt slissend en toont maar zelden emoties afgezonderd van haar maniakale gelach tijdens het uitvoeren van experimenten. Ze is bijna altijd verstoken van emoties, maar wordt hyperactief wanneer ze suiker gebruikt. Lisa heeft ook connecties met NASA.
- Lily Herrie (stem door Grey Griffin)[1] – De baby van 15 maanden oud en het jongste kind van het gezin Herrie. Ze is meestal gekleed in enkel haar luier, die ze met regelmaat verliest. Lincoln deelt een speciale band met Lily en past op haar bij speciale gelegenheden. Lily kan zelfstandig lopen en kan ook gedragen worden door een van de oudere kinderen of de ouders voor langere afstanden. Hoewel Lily meestal alleen gebrabbel spreekt, gebruikt ze af en toe ook woorden en het blijkt een snelle leerling te zijn als ze wat technologie gebruikt. Ze is berucht om haar stinkende luiers.

### Ondersteunende personages
- Lynn Sr. en Rita Herrie (stemmen respectievelijk door Brian Stepanek en Jill Talley) – De ouders van de Herrie-kinderen. In seizoen 1 bleven hun gezichten altijd buiten beeld en spelen ze derhalve maar een relatief kleine rol in de serie, maar per seizoen 2 zijn ze volledig te zien en is hun rol in de serie ook groter geworden. Lynn Sr., de kalende vader, sust vaak gevechten tussen zijn kinderen voordat het te ver gaat. Hij heeft net als Leni angst voor spinnen, deelt Luan's gevoel voor humor en Lynn Jr.'s liefde voor sport en spreekt in de Engelstalige versie met een vals Brits accent net als Luna. Hij is zelf goed in koken, maar kan alleen glutenvrij voedsel eten en is gebonden aan een voedselbudget vanwege de grootte van het gezin. Lynn Sr. heeft bij aanvang van de serie een kantoorbaan als technicus van informatiesystemen, maar nam ontslag om zijn droom te volgen en kok te worden. Rita is een zorgzame moeder en doorgaans kalmer en nuchterder dan haar man. Ze werkt als tandartsassistente en hoopt ooit een boek te schrijven. Haar voornaam en de originele achternaam van de familie vormen een woordspeling op de Engelstalige uitdrukking "read aloud" ("voorlezen"). De twee ouders ontmoetten elkaar toen Rita als verkeerswacht werkte.
- Howard en Harold McBride (stemmen respectievelijk door Michael McDonald en Wayne Brady) – Clydes adoptievaders die heel veel geven om het welzijn van hun zoon. Howard is een blanke man met rood haar en bultanden en Harold is een Afro-Amerikaanse man met dunner wordend haar en een truivest met een vlinderdas. Ze geven Clyde veel aandacht en laten hem zelden iets ongecontroleerd doen. Howard neigt erg emotioneel te worden terwijl hij zijn zoon ziet opgroeien en is nogal neurotisch. Harold is een bekwame chef-kok die zich kalmer en beter gedraagt. In Arabische, Oost-Europese en een aantal Zuid-Amerikaanse landen is Howard een vrouw, waarschijnlijk vanwege de conservatieve morele opvatting van getrouwde echtparen in die landen.
- Roberto "Bobby" Alejandro Martínez-Millán Luis Santiago Jr. (stem door Carlos Penavega) – Een Mexicaans-Amerikaanse jongen van 17 jaar die Lori's vriend en de oudere broer van Ronnie Anne is. Bobby krijgt vaak de bijnaam "Bubu-Beer" van Lori. Hij is actief in verschillende beroepen zoals stockboy voor een kruidenierswinkel, badmeester, pizzabezorger, warenhuis-arbeider en gids, die hij overigens nooit langer dan 1 aflevering vol lijkt te kunnen houden. Hij en zijn familie trekken in seizoen 2 weg uit Royal Woods om in een andere stad bij hun naaste familie, de Casagrande's, te gaan wonen. Echter, hij en Lori slagen er nog steeds in hun liefdesrelatie te laten werken.
- Ronalda "Ronnie" Anne Santiago (stem door Breanna Yde) – De jongere zus van Bobby. Ze is Lincolns vriendin, al houden de twee hun relatie voor de meeste mensen geheim. Ze is een tomboy die houdt van skateboarden, videospelletjes en grollen. Samen met Bobby verhuist ze in seizoen 2 naar een andere stad om bij de Casagrande's te gaan wonen, maar ze houdt contact met Lincoln via de laptop.
- Mr. Barrie Grauw (stem door John DiMaggio) – De oudere buurman van de familie Herrie. Bij aanvang van de serie was hij een typische knorrige oude man, die de neiging heeft om alle items van de Herrie-kinderen die op zijn eigendom belanden te confisqueren. Begin seizoen 2, in de kerstaflevering, weet de familie echter zijn vertrouwen te winnen door hem te helpen zijn familie, die hij al in tijden niet heeft gezien, weer te bezoeken. Sindsdien hebben hij en de Herries op betere voet met elkaar. Hij is verzot op de lasagne van Lynn Sr. en biedt vaak zijn diensten aan in ruil hiervoor. In de Engelse versie heet hij Bud Grouse.

Het Herrie-gezin heeft verder ook nog de volgende huisdieren, zonder Lana's reptielen meegerekend: een Amerikaanse pitbullterriër genaamd Charles (naar Charles M. Schulz), een kortharige kat genaamd Cliff (naar Cliff Sterrett), een woestijndwerghamster genaamd Geo (naar George McManus), een geelbuikkanarie genaamd Walt (naar Walt Kelly) en vier goudvissen.

### Terugkerende personages
- Agnes Johnson (stem door Susanne Blakeslee) – Lincoln en Clyde's lerares op hun basisschool.
- Albert "Pap-pap" (stem door Fred Willard) – De grootvader van moederskant van de Herrie-kinderen. Hij is een voormalig legermilitair.
- Chester "Chunk" Monk (stem door John DiMaggio) – Een potige Britse man die Luna's roadie is.
- Philip "Flip" Phillipini (stem door John DiMaggio) – De oudere en zelfzuchtige eigenaar van een supermarkt en benzinestation. Hij probeert graag uit iedere situatie een slaatje te slaan. Hij gaat ook niet echt strikt met hygiëne om. Zo verbergt hij zijn vuile was in de kaasmachine van zijn winkel of knoeit hij met de verkoopdatum van de pakken melk die hij verkoopt. Volgens de aflevering Flipmas Carol is hij zo geworden omdat hij vroeger als tiener door Scoops werd bedrogen toen die hem een ongeldig kaartje voor de disco en een bosje verlepte bloemen voor zijn meisje aansmeerde.
- Katherine Mulligan (stem door Catherine Taber) is de vrouwelijke plaatselijke verslaggeefster van Royal Woods Channel. Ze denkt dat ze heel beroemd is, maar bijna niemand kent haar naam. Haar leeftijd is veertig jaar.
- Mick Swagger (stem door Jeff Bennett) – Luna en Lynn Sr.'s muzikale idool. Hij is een parodie op Mick Jagger.
- Wigbert T. Huigens (stem door Stephen Tobolowsky) – Het hoofd van de basisschool bijgewoond door Lincoln en Clyde. Hij is erg streng en rechtlijnig, waardoor de leerlingen op school hem saai vinden. Toch heeft hij één interesse met ze gemeen: hij is een grote fan van Ace Savvy. In de Engelse versie heet hij Wilbur T. Higgens.
- Coach Pacowski (stem door Jeff Bennett) – De gymleraar van de basisschool. Hij had vroeger graag iets anders willen zijn, maar werd door zijn ouders gedwongen gymleraar te worden en daar zit hij nog steeds mee. Hij schijnt een oogje te hebben op juf Agnes Johnson.
- Mr. Bolhofner (stem door James Arnold Taylor) is een zonderlinge man die leraar is op de school van Lincoln. Er worden enge verhalen over hem op school verteld waardoor alle leerlingen doodsbang voor hem zijn.
- Hugh (stem door Matt Kirshen) – Een studiebegeleider van Lincoln waar al zijn zusjes gek op zijn. Hij komt oorspronkelijk uit Engeland.
- Juf DiMartino (stem door Sirena Irwin) – De invallerares in de klas van Lincoln. Ze verving tijdelijk juf Agnes Johnson toen ze haar been had gebroken. Lincoln en de andere jongens in zijn klas zijn verkikkerd op haar.
- Rusty Spaak (stem door Wyatt Griswold) – Lincolns spraakzame schoolvriend. Hij is lid van een fietsbende en heeft een broer genaamd Rocky, op wie Lucy een oogje heeft.
- Liam Hunnicut (stem door Lara Jill Miller) – Schoolvriend van Lincoln, houdt van luide muziek. In de originele versie praat hij met een accent van de zuidelijke gedeelte van de Verenigde Staten.
- Zach Gurdle (stem door Jessica DiCicco) – Schoolvriend van Lincoln, die woont, volgens hem, "tussen een snelweg en een circus". Hij is geobsedeerd door ruimtewezens.
- Stella Zhou – Verschijnt voor het eerst in de aflevering "Witte haas". In de aflevering "Wees mijn lief, Stella" treedt ze toe tot Lincolns vriendenclub. Ze is van Filipijnse afkomst.
- Scoots – Een rebelse oma op een rode scootmobiel. Ze zoekt graag de randjes van het toegestane op. Ze schijnt net als Flip een sjacheraar te zijn.
- Chandler - Een leerling in de klas van Lincoln die vindt dat hij alles beter kan.
- Miguel - Een vriend en collega van Leni die een oogje heeft op Gavin die ook in het winkelcentrum werkt achter een voedselkarretje.
- Gavin - Een collega van Miguel en Leni. Miguel had een oogje op hem. Leni probeerde toen Gavin mee uit te vragen met Miguel omdat Miguel te verlegen was. Gavin dacht toen abusievelijk dat Leni op hem viel en hij had dezelfde gevoelens voor haar.

### Nederlandse stemmen
| Personage            | Nederlandse naam     | Nederlandse stem |
| -------------------- | -------------------- | --- |
| Lynn Loud Sr.        | Lynn Herrie Sr.      | Wiebe-Pier Cnossen |
| Rita Loud            | Rita Herrie          | Lottie Hellingman |
| Lincoln Loud         | Lincoln Herrie       | Moos Parser (S1–4) Mees Sidler (S5–7) Tobias Tuit (S8-heden) |
| Lori Loud            | Lori Herrie          | Barbara Sloesen |
| Leni Loud            | Leni Herrie          | Roos van der Waerden |
| Luna Loud            | Luna Herrie          | Desi van Doeveren (S1-7; S8-heden) Onbekend (S7) |
| Luan Loud            | Luan Herrie          | Vita Coenen |
| Lynn Loud            | Lynn Herrie          | Marjolein Algera (S1–4) Dominique de Bont (S5-heden) |
| Lucy Loud            | Lucy Herrie          | Priscilla Knetemann |
| Lana Loud            | Lana Herrie          | Randy Fokke |
| Lola Loud            | Lola Herrie          | Randy Fokke |
| Lisa Loud            | Lisa Herrie          | Jeske van de Staak (S1-S7; S8-heden) Onbekend (S7) |
| Lily Loud            | Lily Herrie          | Nicoline Pouwer |
| Clyde McBride        | Clyde McBride        | Remi De Smet (S1–3) Onbekend (S4) Jack Lloyd (S5-S7) Onbekend (S8-heden) |
| Howard McBride       | Howard McBride       | Onbekend |
| Harold McBride       | Harold McBride       | Joost Claes |
| Bobby Santiago       | Bobby Santiago       | Nathan van der Horst |
| Ronnie Anne Santiago | Ronnie Anne Santiago | Nicoline van Doorn |
| Pop-Pop              | Pop-Pop              | Hero Muller |
| Directeur Huygens    | Directeur Huygens    | Lucas Dietens |
| Flip                 | Flip                 | Jan Nonhof (S1-6) Onbekend (S7-heden) |
| Overige stemmen      | Overige stemmen      | Juliann Ubbergen Jurjen van Loon Just Meijer Louis van Beek Maria Lindes Marlies Somers Marloes van den Heuvel Melise de Winter Roben Mitchell van den Dungen Bille Nine Meijer Pip Pellens Rob van de Meerberg Rolf Koster Sander de Heer Stijn van der Plas Timo Bakker Trevor Reekers Valentijn Banga |

## Achtergrond
Chris Savino baseerde de serie op zijn eigen ervaringen van opgroeien in een groot gezin. Oorspronkelijk was het zijn plan om een serie te maken over een konijnenfamilie, maar Nickelodeon adviseerde hem om er een menselijk gezin van te maken. Een korte pilotaflevering voor de serie werd in 2013 vertoond op het jaarlijkse Animated Shorts Program van Nickelodeon, waarna de serie groen licht kreeg voor productie. Aanvankelijk zou de serie 13 afleveringen krijgen voor het eerste seizoen, maar dit werd later verdubbeld naar 26. Volgens Savino, de karakteristieken, animatie en achtergrondkunst van de show werden beïnvloed door krantenstrips, zoals Peanuts. De stad van Royal Woods, waar de show plaatsvindt, is gebaseerd op Savino's eigen thuisstad, een echte stad in Michigan genaamd Royal Oak. Afleveringen worden geproduceerde in Nickelodeon Animation Studios in Burbank, Californië en geanimeerde door de Canadese studio Jam Filled Entertainment.
De serie begon met twee pilotafleveringen, welke werden getoond via Nickelodeon's website in april 2016. De officiële première van Huize Herrie was op 2 mei 2016 in de Verenigde Staten. Op 25 mei 2016 verlengde Nickelodeon de serie al met een tweede seizoen., gevolgd door een derde seizoen op 19 oktober van hetzelfde jaar. In maart 2017 Marc Evans, de president van Paramount Pictures, kondigde aan dat een film gebaseerd op de serie in de maak is. Deze zal naar verwachting op 7 februari 2020 uitkomen.
Op 17 oktober 2017 maakte Cartoon Brew bekend dat Chris Savino was geschorst bij Nickelodeon vanwege beschuldigingen van seksuele intimidatie. Op 19 oktober liet een woordvoerder voor Nickelodeon weten dat Savino was ontslagen, maar dat de serie zonder hem verder zou gaan. Zes dagen later liet Savino in een verklaring weten spijt te hebben van zijn gedrag.

## Afleveringen

### Seizoen 1
| Aflevering (seizoen) | Aflevering (serie) | Titel | Eerste uitzenddatum                 | Eerste uitzenddatum               |
| -------------------- | ------------------ | --- | ----------------------------------- | --------------------------------- |
| 1                    | 1                  | Left in the Dark (Tasten in het duister) Get the Message (De boodschap)                                       | 2 mei 2016                          | 16 mei 2016                       |
| 2                    | 2                  | Heavy Meddle (Zware bemoeizucht) Making the Case (Ga voor de prijs)                                           | 3 mei 2016                          | 17 mei 2016                       |
| 3                    | 3                  | Driving Miss Hazy (Lenie achter het stuur...) No Guts, No Glori (Geen lef, geen gLori)                        | 9 mei 2016 10 mei 2016              | 18 mei 2016 19 mei 2016           |
| 4                    | 4                  | The Sweet Spot (De toestoel) A Tale of Two Tables (Een verhaal over twee tafels)                              | 6 mei 2016                          | 20 mei 2016 23 mei 2016           |
| 5                    | 5                  | Project Loud House (Project huize Herrie) In Tents Debate (In tentse discussie)                               | 5 mei 2016                          | 24 mei 2016 25 mei 2016           |
| 6                    | 6                  | Sound of Silence (Klank van stilte) Space Invader (Zus-invasie)                                               | 19 mei 2016 20 mei 2016             | 26 mei 2016 27 mei 2016           |
| 7                    | 7                  | Picture Perfect (Perfecte foto) Undie Pressure (Slip stress)                                                  | 11 mei 2016 12 mei 2016             | 30 mei 2016 31 mei 2016           |
| 8                    | 8                  | Linc or Swim (Linc zwemwater) Changing the Baby (Kneed de baby)                                               | 13 mei 2016 18 mei 2016             | 1 juni 2016 2 juni 2016           |
| 9                    | 9                  | Overnight Success (Het slaapfeest succes) Ties That Bind (Dat doet je de das om)                              | 20 juli 2016 7 juni 2016            | 3 juni 2016 6 juni 2016           |
| 10                   | 10                 | Hand-Me-Downer (Tweedehandsje) Sleuth or Consequences (Speuren of anders)                                     | 16 mei 2016 17 mei 2016             | 7 juni 2016 8 juni 2016           |
| 11                   | 11                 | Butterfly Effect (De jojo-cascade) The Green House (De broeikas)                                              | 9 juni 2016 8 juni 2016             | 9 juni 2016 10 juni 2016          |
| 12                   | 12                 | Along Came a Sister (Daar kwam een zus aan) Chore and Peace (Taakstrijd)                                      | 4 mei 2016                          | 13 juni 2016 14 juni 2016         |
| 13                   | 13                 | For Bros About to Rock (Pubers aan de rock) It's a Loud, Loud, Loud, Loud, House (Een hele hoop herrie thuis) | 6 juni 2016 10 juni 2016            | 15 juni 2016 16 juni 2016         |
| 14                   | 14                 | Toads and Tiaras (Kikkers en kroontjes) Two Boys and a Baby (Twee jongens en een baby)                        | 21 juli 2016 19 juli 2016           |                                   |
| 15                   | 15                 | Cover Girls (Familie dekking) Save the Date (Redt de date)                                                    | 1 augustus 2016 4 augustus 2016     |                                   |
| 16                   | 16                 | Attention Deficit (Aandacht tekort) Out on a Limo (Eropuit met een limo)                                      | 3 augustus 2016 2 augustus 2016     |                                   |
| 17                   | 17                 | House Music (Herrie muziek) A Novel Idea (Inspiratie)                                                         | 18 juli 2016 22 juli 2016           |                                   |
| 18                   | 18                 | April Fools Rules (Eén april, kikker in je bil!) Cereal Offender (Graanontbijt overtreder)                    | 23 september 2016 18 oktober 2016   |                                   |
| 19                   | 19                 | Lincoln Loud: Girl Guru (Lincoln Herrie: meisjes goeroe) Come Sale Away (Wie maakt me los?)                   | 13 september 2016 12 september 2016 |                                   |
| 20                   | 20                 | Roughin' It (De wildernis in) The Waiting Game (Het lange wachten)                                            | 14 september 2016 15 september 2016 |                                   |
| 21                   | 21                 | The Loudest Yard (Herrie in het veld) Raw Deal (Pittige kaart)                                                | 16 september 2016 19 oktober 2016   |                                   |
| 22                   | 22                 | Dance, Dance Resolution (Dans dans oplossing) A Fair to Remember (Een memorabele kermis)                      | 19 september 2016 20 september 2016 | TBA 7 november 2016               |
| 23                   | 23                 | One of the Boys (Een van de jongens) A Tattler's Tale (Het verhaal van een klikspaan)                         | 17 oktober 2016 21 september 2016   | 8 november 2016 9 november 2016   |
| 24                   | 24                 | Funny Business (Lollige zaken) Snow Bored (Sneeuw balen)                                                      | 7 november 2016 8 november 2016     | 10 november 2016 11 november 2016 |
| 25                   | 25                 | The Price of Admission (De prijs van een kaartje) One Flu Over the Loud House (Het niest dat het kraakt)      | 15 oktober 2016                     |                                   |
| 26                   | 26                 | Study Muffin (Studeer gehannes) Homespun (Huisstijl)                                                          | 20 oktober 2016 22 september 2016   |                                   |

### Seizoen 2
| Aflevering (seizoen) | Aflevering (serie) | Titel                                                                                                | Eerste uitzenddatum                 | Eerste uitzenddatum         |
| -------------------- | ------------------ | --- | ----------------------------------- | --------------------------- |
| 1                    | 27                 | 11 Louds a Leapin' (Elf Herries springen)                                                            | 25 november 2016                    |                             |
| 2                    | 28                 | Intern for the Worse (Stagiaire tot het gaatje) The Old and the Restless (De ouden en de rustelozen) | 9 november 2016 10 november 2016    |                             |
| 3                    | 29                 | Baby Steps (Baby stapjes) Brawl in the Family (Ruzie in Huize Herrie)                                | 10 januari 2017 11 januari 2017     |                             |
| 4                    | 30                 | Suite and Sour (Ontspannen in de spa) Back in Black (Zwart is beter)                                 | 9 januari 2017 12 januari 2017      |                             |
| 5                    | 31                 | Making the Grade (Thuis in de klas) Vantastic Voyage (Vantastisch voertuig)                          | 24 februari 2017 23 februari 2017   |                             |
| 6                    | 32                 | Patching Things Up (Buttons opspelden) Cheater by the Dozen (Bedriegen bij de vleet)                 | 15 maart 2017 16 maart 2017         |                             |
| 7                    | 33                 | Lock 'N' Loud (Fort Herrie) The Whole Picture (Het hele plaatje)                                     | 22 februari 2017 21 februari 2017   |                             |
| 8                    | 34                 | No Such Luck (Geen geluk) Frog Wild (Kikker wild)                                                    | 13 maart 2017 14 maart 2017         |                             |
| 9                    | 35                 | Kick the Bucket List (Doe de bucketlist) Party Down (Feestbeest)                                     | 10 april 2017 11 april 2017         |                             |
| 10                   | 36                 | Fed Up (Buik vol) Shell Shock (Geschil)                                                              | 12 april 2017 13 april 2017         |                             |
| 11                   | 37                 | Pulp Friction (Pulp frictie) Pets Peeved (Huisdier jaloezie)                                         | 14 april 2017 15 mei 2017           |                             |
| 12                   | 38                 | Potty Mouth (Grove taal) L is for Love (L is voor liefde)                                            | 14 juni 2017 15 juni 2017           |                             |
| 13                   | 39                 | The Loudest Mission: Relative Chaos (Relatie chaos)                                                  | 29 mei 2017                         |                             |
| 14                   | 40                 | Out of the Picture (Buiten beeld) Room with a Feud (Herrie op de kamer)                              | 16 mei 2017 17 mei 2017             |                             |
| 15                   | 41                 | Back Out There (Terugtrekken) Spell It Out (Spel het uit)                                            | 12 juni 2017 18 mei 2017            |                             |
| 16                   | 42                 | Fool's Paradise (Plaag paradijs) Job Insecurity (Baan onzekerheid)                                   | 13 juni 2017 25 juli 2017           |                             |
| 17                   | 43                 | ARGGH! You For Real? (ARGGH! is het echt?) Garage Banned (Verbannen naar de garage)                  | 24 juli 2017                        |                             |
| 18                   | 44                 | Change of Heart (Hart verpand) Health Kicked (Gezonde kick)                                          | 26 juli 2017 27 juli 2017           |                             |
| 19                   | 45                 | Future Tense (Toekomst druk) Lynner Takes All (Lynn aan de win)                                      | 18 september 2017 28 juli 2017      |                             |
| 20                   | 46                 | Yes Man (Ja Man) Friend or Faux? (Vriend of vijand)                                                  | 19 september 2017 20 september 2017 | 12 maart 2018 13 maart 2018 |
| 21                   | 47                 | No Laughing Matter (Niet om te lachen) No Spoilers (Niet verklappen)                                 | 21 september 2017 16 oktober 2017   | 14 maart 2018 15 maart 2018 |
| 22                   | 48                 | Legends (Legendes) Mall of Duty (Winkelcentrum survival)                                             | 11 november 2017                    | 16 maart 2018 19 maart 2018 |
| 23                   | 49                 | Read Aloud (Hardop lezen) Not a Loud (Verzwegen Herrie)                                              | 17 oktober 2017 18 oktober 2017     | 20 maart 2018 21 maart 2018 |
| 24                   | 50                 | Tricked! (Getrickt!)                                                                                 | 13 oktober 2017                     |                             |
| 25                   | 51                 | The Crying Dame (De brullende baby) Anti-Social (Antisociaal)                                        | 24 november 2017                    | 22 maart 2018 23 maart 2018 |
| 26                   | 52                 | Snow Way Down (Sneeuw weg af) Snow Way Down (Sneeuw weg uit)                                         | 1 december 2017                     | 25 maart 2018               |

### Seizoen 3
| Aflevering (seizoen) | Aflevering (serie) | Titel                                                                                           | Eerste uitzenddatum                 | Eerste uitzenddatum                 |
| -------------------- | ------------------ | ----------------------------------------------------------------------------------------------- | ----------------------------------- | ----------------------------------- |
| 1                    | 53                 | Tripped!' (Op reis!)                                                                            | 25 juni 2018                        | 3 augustus 2018                     |
| 2                    | 54                 | White Hare (Witte haas) Insta-gran (Instant oma)                                                | 2 februari 2018                     | 26 maart 2018 27 maart 2018         |
| 3                    | 55                 | Roadie to Nowhere (Roadie nergens heen) A Fridge Too Far (Koude oorlog)                         | 19 januari 2018                     | 28 maart 2018 29 maart 2018         |
| 4                    | 56                 | Selfie Improvement (Selfie verbetering) No Place Like Homeschool (Oost, west, thuisschool best) | 26 januari 2018                     | 30 maart 2018 2 april 2018          |
| 5                    | 57                 | City Slickers (Stadsmensen) Fool Me Twice (Dubbelgrap)                                          | 9 februari 2018                     | 3 april 2018 4 april 2018           |
| 6                    | 58                 | Net Gains (Net winst) Pipe Dreams (Buis dromen)                                                 | 9 maart 2018 16 maart 2018          | 24 september 2018 25 september 2018 |
| 7                    | 59                 | Fandom Pains (Fan gruwel) Rita Her Rights (Rita's rechten)                                      | 30 maart 2018 6 april 2018          | 26 september 2018 27 september 2018 |
| 8                    | 60                 | Teachers' Union (Leraren band) Head Poet's Anxiety (Des dichters vrees)                         | 13 april 2018 4 juni 2018           | 28 september 2018 1 oktober 2018    |
| 9                    | 61                 | The Mad Scientist (De gekke geleerde) Missed Connection (Gemis in connectie)                    | 5 juni 2018 20 september 2018       | 2 oktober 2018 3 oktober 2018       |
| 10                   | 62                 | Deal Me Out (Ik ben weg) Friendzy (Vriendschandelijk)                                           | 6 juni 2018 7 juni 2018             | 4 oktober 2018 5 oktober 2018       |
| 11                   | 63                 | Pasture Bedtime (Nachtbraken) Shop Girl (Winkel meisje)                                         | 26 juni 2018                        | 5 november 2018 6 november 2018     |
| 12                   | 64                 | Gown and Out (Net Miss) Breaking Dad (Pap in de piepzak)                                        | 1 augustus 2018 30 juli 2018        | 7 november 2018 8 november 2018     |
| 13                   | 65                 | Ruthless People (Hardvochtige mensen) What Wood Lincoln Do? (Wat Lincoln bezig hout)            | 28 juni 2018 27 juni 2018           | 9 november 2018 12 november 2018    |
| 14                   | 66                 | Scales of Justice (Schaal van gerechtigheid) Crimes of Fashion (Mode misdaad)                   | 20 juli 2018                        | 13 november 2018 14 november 2018   |
| 15                   | 67                 | Absent Minded (Afwezig) Be Stella My Heart (Wees mijn lief, Stella)                             | 31 juli 2018 2 augustus 2018        | 15 november 2018 16 november 2018   |
| 16                   | 68                 | Sitting Bull (Zittende stier) The Spies Who Loved Me (Bespioneerd uit liefde)                   | 18 september 2018 19 september 2018 |                                     |
| 17                   | 69                 | Really Loud Music (Echte Herrie muziek)                                                         | 23 november 2018                    | 24 februari 2019                    |
| 18                   | 70                 | House of Lies (Huis der leugens) Game Boys (Game jongens)                                       | 17 september 2018                   | 28 januari 2019 29 januari 2019     |
| 19                   | 71                 | Everybody Loves Leni (Iedereen houdt van Leni) Middle Men (Brugpiepers)                         | 9 oktober 2018 10 oktober 2018      | 30 januari 2019 31 januari 2019     |
| 20                   | 72                 | Jeers for Fears (Bang voor spotternij) Tea Tale Heart (Het verraderlijke theefeestje)           | 11 oktober 2018 12 oktober 2018     | 1 februari 2019 4 februari 2019     |
| 21                   | 73                 | The Loudest Thanksgiving (De grootste Herrie Thanksgiving)                                      | 12 november 2018                    | 8 februari 2019                     |
| 22                   | 74                 | Predict Ability (Voorspeld vermogen) Driving Ambition (Ambitie is rond)                         | 4 februari 2019 5 februari 2019     | 15 april 2019 16 april 2019         |
| 23                   | 75                 | Home of the Fave (Favoriet) Hero Today, Gone Tomorrow (Vandaag een held, morgen vergeten)       | 6 februari 2019 7 februari 2019     | 17 april 2019 18 april 2019         |
| 24                   | 76                 | The Write Stuff (De schrijverij) Racing Hearts (Snelle harten)                                  | 4 maart 2019 5 maart 2019           | 19 april 2019 22 april 2019         |
| 25                   | 77                 | Stage Plight (Bühne gelofte) Antiqued Off (Afgezaagd)                                           | 6 maart 2019 7 maart 2019           | 23 april 2019 24 april 2019         |
| 26                   | 78                 | Cooked! (Uitgekookt!)                                                                           | 18 februari 2019                    | 26 april 2019                       |

### Seizoen 4
| Aflevering (seizoen) | Aflevering (serie) | Titel | Eerste uitzenddatum         | Eerste uitzenddatum               |
| -------------------- | ------------------ | --- | --------------------------- | --------------------------------- |
| 1                    | 79                 | Friended! with the Casagrandes (Bevriend! Bij de Casagrandes)                                                                                            | 27 mei 2019                 | 9 september 2019                  |
| 2                    | 80                 | Power Play with the Casagrandes (Energiek bij de Casagrandes) Room for Improvement with the Casagrandes (Ruimte voor verbetering bij des Casagrandes)    | 10 juni 2019 11 juni 2019   | 10 september 2019                 |
| 3                    | 81                 | Roll Model with the Casagrandes (Rolmodel bij de Casagrandes) No Show with the Casagrandes (Niet kijken bij de Casagrandes)                              | 12 juni 2019 13 juni 2019   | 11 september 2019                 |
| 4                    | 82                 | Face the Music with the Casagrandes (Op de planken bij de Casagrandes) Pranks for the Memories with the Casagrandes (Bekende grappen bij de Casagrandes) | 17 juni 2019 18 juni 2019   | 12 september 2019                 |
| 5                    | 83                 | Store Wars with the Casagrandes (Op de planken bij de Casagrandes) Lucha Fever with the Casagrandes (Bekende grappen bij de Casagrandes)                 | 19 juni 2019 20 juni 2019   | 13 september 2019                 |
| 6                    | 84                 | Washed Up (Aangespoeld) Recipe for Disaster (Recept voor rampen)                                                                                         | 15 juli 2019 16 juli 2019   | 4 november 2019 5 november 2019   |
| 7                    | 85                 | Present Tense (Cadeau frictie) Any Given Sundae (Alles voor een sundae)                                                                                  | 17 juli 2019 18 juli 2019   | 6 november 2019 7 november 2019   |
| 8                    | 86                 | Can't Hardly Wait (Kan nauwelijks wachten) A Mutt Above (Een vuilnisbakkenras op niveau)                                                                 | 26 oktober 2019             | 8 november 2019 11 november 2019  |
| 9                    | 87                 | Love Birds (Tortelduifjes) Rocket Men (Raketmannen) | 2 november 2019             | 17 februari 2020 18 februari 2020 |
| 10                   | 88                 | A Grave Mistake (Een dodelijke vergissing) Leader of the Rack (De baas van het rek)                                                                      | 2 september 2019            | 19 februari 2020 20 februari 2020 |
| 11                   | 89                 | Tails of Woe (Sage met een staartje) Last Loud on Earth (Laatste Herrie op aarde)                                                                        | 19 oktober 2019             | 21 februari 2020 24 februari 2020 |
| 12                   | 90                 | Stall Monitor (Vertraag mentor) A Pimple Plan (Een puist plan)                                                                                           | 9 november 2019             | 25 februari 2020 26 februari 2020 |
| 13                   | 91                 | Kings of the Con (Con Koning) | 14 oktober 2019             | 2 maart 2020                      |
| 14                   | 92                 | Good Sports (Sportmaatjes) Geriantics (Geri-Antiek) | 16 november 2019            | 27 februari 2020 28 februari 2020 |
| 15                   | 93                 | Exchange of Heart (Uitwisseling van gedachten) Community Disservice (Niet-gemeenschapsdienst)                                                            | 25 januari 2020             | 3 maart 2020 4 maart 2020         |
| 16                   | 94                 | Deep Cuts (Zwaar schrappen) Game Off (Game weg) | 1 februari 2020             | 21 september 2020                 |
| 17                   | 95                 | Write and Wrong (Schrijven en schutteren) Purrfect Gig (Prrfecte gig)                                                                                    | 27 april 2020 29 april 2020 | 22 september 2020                 |
| 18                   | 96                 | Singled Out (In je uppie) Brave the Last Dance (Durf, de laatste dans)                                                                                   | 15 februari 2020            | 23 september 2020                 |
| 19                   | 97                 | Sister Act (Zussen act) House Flip (Huis Flip) | 11 mei 2020 12 mei 2020     | 24 september 2020                 |
| 20                   | 98                 | Don't You Fore-get About Me (Vergeet me niet) Tough Cookies (Kanjer koekies)                                                                             | 13 mei 2020 14 mei 2020     | 25 september 2020                 |
| 21                   | 99                 | On Thin Ice (Op dun ijs) Room and Hoard (Ruimte en opslaan)                                                                                              | 8 juni 2020 9 juni 2020     | 28 september 2020                 |
| 22                   | 100                | A Star is Scorned (Een ster opzij gezet) Senior Moment (Laatstejaars moment)                                                                             | 10 juni 2020 11 juni 2020   | 29 september 2020                 |
| 23                   | 101                | Wheel and Deal (Racen en afwegen) Feast or Family (Feestmaal of familie)                                                                                 | 17 juni 2020 16 mei 2020    | 30 september 2020                 |
| 24                   | 102                | A Dark and Story Night (Een donkere verhalen nacht) Sand Hassles (Zand gedoe)                                                                            | 16 mei 2020 15 juni 2020    | 1 oktober 2020                    |
| 25                   | 103                | How Double Dare You! (Hoe Double Dare je) Snoop's On (Snuffelen maar)                                                                                    | 20 juli 2020 21 juli 2020   | 2 oktober 2020                    |
| 26                   | 104                | Friends in Dry Places (Vrienden in droge kringen) Coupe Dreams (Auto dromen)                                                                             | 22 juli 2020 23 juli 2020   | 5 oktober 2020                    |

### Seizoen 5
| Aflevering (seizoen) | Aflevering (serie) | Titel                                                                                     | Eerste uitzenddatum              | Eerste uitzenddatum              |
| -------------------- | ------------------ | ----------------------------------------------------------------------------------------- | -------------------------------- | -------------------------------- |
| 1-2                  | 105-106            | Schooled! (School!)                                                                       | 11 september 2020                | 27 november 2020                 |
| 3                    | 107                | The Boss Maybe (De misschien baas) Family Bonding (Familie Bond)                          | 18 september 2020                | 30 november 2020 1 december 2020 |
| 4                    | 108                | Strife of the Party (Strijd van het feestje) Kernel of Truth (Korrel van waarheid)        | 25 september 2020                | 2 december 2020 3 december 2020  |
| 5                    | 109                | Ghosted! (Bespookt!)                                                                      | 9 oktober 2020                   | 4 december 2020                  |
| 6                    | 110                | Blinded by Science (Verblind door wetenschap) Band Together (Band tezamen)                | 16 oktober 2020                  | 7 december 2020 8 december 2020  |
| 7                    | 111                | Cow Pie Kid (Koeienvlaaien-knul) Saved by the Spell (Magische wending)                    | 22 januari 2021                  | 22 maart 2021 23 maart 2021      |
| 8                    | 112                | Season's Cheatings (Kerst gesjoemel) A Flipmas Carol (Een Flip kerstvertelling)           | 5 december 2020                  | 24 december 2021                 |
| 9                    | 113                | No Bus No Fuss (Geen Bus, Geen Gedoe) Resident Upheaval (Vriendschapsband)                | 29 januari 2021                  | 24 maart 2021 25 maart 2021      |
| 10                   | 114                | Silence of the Luans (Stilte der Luannen) Undercover Mom (Undercover mam)                 | 26 maart 2021                    | 26 maart 2021 29 maart 2021      |
| 11                   | 115                | School of Shock (De schokschool) Electshunned (Verkiesding)                               | 5 februari 2021 8 februari 2021  | 30 maart 2021 31 maart 2021      |
| 12                   | 116                | Zach Attack (Zach Aanval) Flying Solo (Op De Solotour)                                    | 8 februari 2021                  | 7 december 2021                  |
| 13                   | 117                | Hurl, Interrupted (Braak onderbroken) Diamonds Are For Never (Diamanten zijn voor nimmer) | 7 mei 2021                       | 18 oktober 2021 19 oktober 2021  |
| 14                   | 118                | Rumor Has It (Het Gerucht Gaat) Training Day (Trainingsdag)                               | 14 mei 2021                      | 20 oktober 2021 21 oktober 2021  |
| 15                   | 119                | Director's Rut (Regisseurs herrie) Friday Night Fights (Vrijdagavond strijd)              | 21 mei 2021                      | 22 oktober 2021 25 oktober 2021  |
| 16                   | 120                | Grub Snub (Snack snauw) She's All Bat (Zij is helemaal vleermuis)                         | 28 mei 2021                      | 26 oktober 2021 27 oktober 2021  |
| 17                   | 121                | Much Ado About Noshing (Een hoop ge-nosh-el) Broadcast Blues (Uitzend Blues)              | 27 augustus 2021                 | 28 oktober 2021 29 oktober 2021  |
| 18                   | 122                | Camped! (Kamp!)                                                                           | 31 mei 2021                      | 1 november 2021                  |
| 19                   | 123                | Dad Reputation (Pa reputatie) Dream a Lily Dream (Droom een Lily droom)                   | 16 juli 2021 27 augustus 2021    | 28 februari 2022                 |
| 20                   | 124                | How the Best Was Won (Hoe het Beste werd gewonnen) Animal House (Dierentehuis)            | 11 december 2021 29 oktober 2021 | 1 maart 2022                     |
| 21                   | 125                | Lori Days (Lori dagen) In the Mick of Time (Op het laatste Mick-ment)                     | 27 augustus 2021 16 juli 2021    | 2 maart 2022                     |
| 22                   | 126                | Fam Scam (Familie bedrog) Farm to Unstable (Eitje van een karweitje)                      | 5 november 2021                  | 3 maart 2022                     |
| 23                   | 127                | Diss the Cook (Dis de kok) For Sale by Loner (Te koop, door eenling)                      | 12 november 2021                 | 4 maart 2022                     |
| 24                   | 128                | Fright Bite (Angstbijt) The Loudly Bones (De Herrie botten)                               | 15 oktober 2021 26 november 2021 | 7 maart 2022                     |
| 25                   | 129                | Runaway McBride (Wegloper McBride) High Crimes (Hoog misdrijf)                            | 4 maart 2022                     | 8 maart 2022                     |
| 26                   | 130                | Appetite for Destruction (Trek in vernielen) Frame on You (Jij bent de schuld)            | 16 januari 2022                  | 9 maart 2022                     |

### Seizoen 6
| Aflevering (seizoen) | Aflevering (serie) | Titel                                                                                             | Eerste uitzenddatum           | Eerste uitzenddatum                 |
| -------------------- | ------------------ | ------------------------------------------------------------------------------------------------- | ----------------------------- | ----------------------------------- |
| 1                    | 131                | Present Danger (Het gevaar dat speelt) Stressed for the Part (Gestrest voor de rol)               | 30 mei 2022                   | 27 september 2022 28 september 2022 |
| 2                    | 132                | Don't Escar-go (Beignet van plan weg te gaan) Double Trouble (Dubbel problemen)                   | 11 maart 2022                 | 29 september 2022 30 september 2022 |
| 3                    | 133                | Flip This Flip (Flip Flip Om) Haunted House Call (Spookhuisbezoek)                                | 18 maart 2022                 | 3 oktober 2022 29 oktober 2022      |
| 4                    | 134                | Save Royal Woods! (Red Royal Woods!)                                                              | 1 juli 2022                   | 31 oktober 2022                     |
| 5                    | 135                | The Taunting Hour (Kritiek moment) Musical Chairs (Stoelendans)                                   | 25 maart 2022                 | 4 oktober 2022 5 oktober 2022       |
| 6                    | 136                | A Bug's Strife (Insectenstrijd) All the Rage (Totale woede)                                       | 1 april 2022                  | 6 oktober 2022 7 oktober 2022       |
| 7                    | 137                | Scoop Snoop (Nieuws afsnoepen) Eye Can't (Fobie)                                                  | 8 april 2022                  | 1 november 2022 2 november 2022     |
| 8                    | 138                | Dine and Bash (Dineren en dissen) Sofa, So Good (Tot hier toe)                                    | 15 april 2022                 | 3 november 2022 4 november 2022     |
| 9                    | 139                | The Last Laugh (De laatste lach) Driver's Dread (Rijangst)                                        | 17 juni 2022                  | 7 november 2022 8 november 2022     |
| 10                   | 140                | Bummer Camp (Somberkamp) Sleepstakes (Slaapvrees)                                                 | 10 juni 2022                  | 9 november 2022 10 november 2022    |
| 11                   | 141                | Cat-astrophe (Kat-astrofe) Prize Fighter (Prijsvechter)                                           | 24 juni 2022                  | 11 november 2022 14 november 2022   |
| 12                   | 142                | Time Trap! (Tijdval!)                                                                             | 3 juni 2022                   | 20 november 2022                    |
| 13                   | 143                | Crashed Course (Cijfer-stress) Puns and Buns (Moppen tappen en burgers bakken)                    | 5 september 2022 8 juli 2022  | 15 november 2022 16 november 2022   |
| 14                   | 144                | Lights, Camera, Nuclear Reaction (Licht, camera, kernreactie) Food Courting (Eetplein der liefde) | 15 juli 2022 8 juli 2022      | 17 januari 2023 16 januari 2023     |
| 15                   | 145                | Save the Last Pants (Let op de broek) A Stella Performance (Een Stella presentatie)               | 15 juli 2022 5 september 2022 | 19 januari 2023 18 januari 2023     |
| 16                   | 146                | Hiccups and Downs (Hik en tegenspoed) The Loathe Boat (De afschuw boot)                           | 29 juli 2022 5 augustus 2022  | 20 januari 2023 23 januari 2023     |
| 17                   | 147                | Cheer Pressure (Juich druk) Stroke of Luck (Gelukkige slag)                                       | 9 september 2022              | 25 januari 2023 24 januari 2023     |
| 18                   | 148                | Space Jammed (Ruimte klem) Crown and Dirty (Kroon en viezigheid)                                  | 16 september 2022             | 27 januari 2023 26 januari 2023     |
| 19                   | 149                | The Orchid Grief (Het orchideen verdriet) Forks and Knives Out (Getrokken mes en vork)            | 23 september 2022             | 20 maart 2023 21 maart 2023         |
| 20                   | 150                | The Loud Cloud (De Herrie cloud) You Auto Know Better (Je zou beter moeten weten)                 | 30 september 2022             | 22 maart 2023 23 maart 2023         |
| 21                   | 151                | Great Lakes Freakout!                                                                             | 21 oktober 2022               | TBA                                 |
| 22                   | 152                | Pop Pop the Question (Pap-Pap's aanzoek) Lynn and Order (Lynn naam der wet)                       | 25 december 2022              | 24 maart 2023 27 maart 2023         |
| 23                   | 153                | Snow Escape (Pak-aan dag) Snow News Day (Weinig nieuws onder de winterzon)                        | 20 december 2022              | 28 maart 2023 29 maart 2023         |
| 24                   | 154                | Day of the Dad (Dag van de papa) Small Blunder (Kleine blunder)                                   | 8 mei 2023 9 mei 2023         | 8 mei 2023 9 mei 2023               |
| 25                   | 155                | Fashion No Show (Modeshow-niet) Doom Service (Doemservice)                                        | 10 mei 2023 11 mei 2023       | 11 mei 2023 10 mei 2023             |
| 26                   | 156                | The Hurt Lockers (De locker ellende) Love Stinks (Liefde stinkt)                                  | 15 mei 2023 16 mei 2023       | 12 mei 2023                         |

### Seizoen 7
| Aflevering (seizoen) | Aflevering (serie) | Titel | Eerste uitzenddatum                 | Eerste uitzenddatum |
| -------------------- | ------------------ | --- | ----------------------------------- | ------------------- |
| 1                    | 157                | Waking History (Prehistorische vrouw) Pranks Fore Nothing (Een golfteam, een grapteam)                                                 | 17 mei 2023 18 mei 2023             | TBA                 |
| 2                    | 158                | Child's Play (Kinderspel) Force of Habits (Kracht van gewoonten)                                                                       | 22 mei 2023 23 mei 2023             | TBA                 |
| 3                    | 159                | Candy Crushed (Snoepverbrijzeling) Master of Delusion (Jonge tovenaar)                                                                 | 24 mei 2023 25 mei 2023             | TBA                 |
| 4                    | 160                | Bye Bye Birthday (Tot ziens verjaardag) Tough Guise (Detentie voegt nog een moeilijkheid toe)                                          | 28 september 2023 7 september 2023  | TBA                 |
| 5                    | 161                | Road Trip: Bizarritorium (Rondrit: Bizaritorium)                                                                                       | 14 juli 2023                        | TBA                 |
| 6                    | 162                | Road Trip: Bringing Down the House (Rondrit: Een bezoek aan het witte huis) Road Trip: Mountain Hard Pass (Rondrit: Berggeiten bumper) | 14 juli 2023                        | TBA                 |
| 7                    | 163                | Road Trip: From Brad to Worse (Rondrit: Brad en Rita) Road Trip: Doll Day Afternoon (Rondrit: Waar is Meneer Kokosnoten?)              | 14 juli 2023                        | TBA                 |
| 8                    | 164                | Road Trip: Screen Queen (Rondrit: Schermkoningin) Road Trip: Hide and Sneak (Rondrit: Verstoppertje)                                   | 14 juli 2023                        | TBA                 |
| 9                    | 165                | Out of Step (Danswedstrijd) Too Cool for School (De Astrid-methode op school)                                                          | 5 september 2023                    | TBA                 |
| 10                   | 166                | Music to My Fears (Muziek voor mijn angsten) Fluff and Foiled (Dag van de wasgekte)                                                    | 6 september 2023                    | TBA                 |
| 11                   | 167                | Leave No Van Behind (Laat geen busje achter) Sponsor Tripped (Sponsoring)                                                              | 11 september 2023 12 september 2023 | TBA                 |
| 12                   | 168                | Party Fowl (Nachtfeestvogels) Sleepless in Royal Woods (Slapeloosheid bij Royal Woods)                                                 | 13 september 2023 14 september 2023 | TBA                 |
| 13                   | 169                | Hunn-cutt Gems (De beroemde boerderij van Hunnicut) Can't Lynn Them All (Kan ze niet allemaal Lynnen)                                  | 16 januari 2024 17 januari 2024     | TBA                 |
| 14                   | 170                | Bye, Tanya (Tot ziens Tanya) What Lies Beneath (Urn-knie Schephek)                                                                     | 18 januari 2024 22 januari 2024     | TBA                 |
| 15                   | 171                | An Inspector Falls (Luan onthult een mysterie) One in a Million (Plan voor de miljoenste klant)                                        | 23 januari 2024 24 januari 2024     | TBA                 |
| 16                   | 172                | Dread of the Class (De streken van Ronnie Anne) Welcome to the Doll Heist (Eunice nam weg)                                             | 25 januari 2024 3 juni 2024         | TBA                 |
| 17                   | 173                | 'Twas the Fight Before Christmas | 1 december 2023                     | TBA                 |
| 18                   | 174                | Let's Break a Deal (De vloek op Rusty) A Dish Come True (Een gerecht dat jij hebt bedacht)                                             | 3 juni 2024 4 juni 2024             | TBA                 |
| 19                   | 175                | Beg, Borrow and Steele (David Steele mysteriebox) There Will Be Mud (Rijke Hunnicuts)                                                  | 4 juni 2024 5 juni 2024             | TBA                 |
| 20                   | 176                | Riddle School (De Oplichter) Love Me Tenor (Spelletjes, Eten en Opera)                                                                 | 5 juni 2024 6 juni 2024             | TBA                 |

## Ontvangst
Binnen een maand na zijn debuut, Huize Herrie werd vanaf het begin positief ontvangen door kijkers en critici en werd de best beoordeelde kinderanimatieserie op Amerikaanse televisie. Gedurende mei 2016, het ontving een gemiddelde van 68% meer kijkers in zijn doelgroep van kinderen van 6 tot 11 jaar dan uitzendingen op Nickelodeon in mei van het voorgaande jaar. Tegen juni 2016 was het het best beoordeelde programma van Nickelodeon, en had SpongeBob SquarePants overtroffen met een gemiddelde Nielsen-rating van 4.9 onder de demografie van 2-11 jaar.
De serie heeft positieve recensies ontvangen voor zijn animatie, stemmencast, karakterisering en de hartverwarmende thema's van elke aflevering. Het kreeg ook vooral positieve reacties op het feit dat het de eerste Nickelodeon-serie is waarin een homoseksueel echtpaar voorkomt en op een positieve manier wordt getoond.

## Streamingdiensten
Sinds de lancering van SkyShowtime in Nederland op 25 oktober 2022, zijn alle seizoenen en afleveringen van Huize Herrie beschikbaar op deze streamingdienst. Daarvoor waren seizoenen 1 en 2 al beschikbaar op Netflix in Nederland.